# Weihnachten für Einsteiger
Weihnachten für Einsteiger ist eine deutsche Fernsehkomödie aus dem Jahr 2014. Regie führte Sven Bohse, der auch zusammen mit Adrienne Bortoli und Ulrike Zinke das Drehbuch verfasste. Die Hauptrollen sind mit Anna Fischer und Oliver Wnuk besetzt, tragende Rollen mit Patrick Mölleken, Sonja Gerhardt und Barnaby Metschurat.

## Handlung
Die Trickbetrügerin Katharina und ihr Partner Rocko nehmen reiche Männer aus. Bei ihrem letzten Coup gelingt es Katharina auch, einem reichen Russen einen Koffer voll Geld und eine Ikone abzuknöpfen, doch auf dem Weg zu ihrem nächsten Coup wird sie im Bahnhof von zweien seiner Handlanger aufgespürt. Um die Verfolger zu täuschen, springt sie in einen gerade abfahrenden Regionalzug und spielt dort spontan die Geliebte eines jungen Reisenden. Die zwei steigen gemeinsam im Eifelstädtchen Monschau aus dem Zug. Da an diesem Tag kein Zug mehr zurückfährt und sie auf der Flucht ihr Geld verloren hat, lässt sie sich von ihrer Reisebekanntschaft Matthias zum Übernachten einladen. Matthias hat kürzlich mit seinem jüngeren Bruder Kalle von den Eltern einen kriselnden Familienbetrieb zur Herstellung von Daunenbetten geerbt, ist aber mit der Geschäftsleitung spürbar überfordert, da es ihm nicht gelingt, an Aufträge zu gelangen.
Zunächst plant Katharina, den Firmentresor auszuräumen, doch dort herrscht Ebbe, denn der Betrieb ist fast pleite. Um das zu ändern, sorgt Katharina mit ihrer Überredungskunst bei Wiebke Goldeband, der Managerin eines örtlichen Hotels, dafür, dass die Brüder von ihr einen lukrativen Auftrag bekommen, der in bar ausgezahlt werden soll. Allerdings muss er in kürzester Zeit fertiggestellt sein, was alle Kräfte und viel Zusammenraufen erfordert – und das wenige Tage vor Weihnachten. Katharina gibt sich nun als „Production Consultant“ aus und berät Matthias kompetent und klug in geschäftlichen Dingen, wobei sie zunächst verdrängt, dass sie sich auch in ihn verliebt.
Während die aalglatte Wiebke Goldeband aus purem Spaß den jungen Kalle verführt, findet Katharina mit ihrer weltgewandten Art nicht nur Zugang zu Matthias’ Herz, sondern auch bei anderen Bewohnern des Ortes. So verschenkt sie beim Wichteln die gestohlene Ikone an die Polizistin Janine und gibt ihr Tipps, wie sie bei Kalle landen kann, um sie davon abzulenken, dass Katharina steckbrieflich gesucht wird. Katharina, die früh ihre Eltern verloren hat, scheint ein neues Zuhause gefunden zu haben. Doch als der ungeduldige Rocko wie auch ihre russischen Verfolger in Monschau auftauchen, muss sich Katharina entscheiden: Rocko gegenüber sagt sie weiterhin, ihr gehe es darum, die Zahlung des Hotel-Auftrages zu stehlen, aber ihr selbst sind die Brüder, ihr Unternehmen und dessen Mitarbeiter schon sehr ans Herz gewachsen, die sie damit in den Ruin treiben würde. Als Rocko bemerkt, wie Katharina mit Matthias umgeht, wird er außerdem eifersüchtig und bringt ihr Inkognito mehrfach in Gefahr.
Katharinas Absichten bleiben auch dem Zuschauer bis zuletzt verborgen. Sie geht an Heiligabend allein zur Hotelleiterin, um eine grundlose Reklamation auszuräumen, und lässt sich ohne Wissen der Brüder die Auftragssumme auszahlen, mit der sie nun verschwinden könnte. Doch in einem letzten Treffen macht sie Rocko klar, dass es einen großen Unterschied ausmacht, ob man vom Überfluss der Reichen nimmt oder von Leuten, die auf das Geld angewiesen sind. Sie trennt sich von ihm und gibt ihm als Entschädigung eine wertvolle Uhr aus einem früheren Diebstahl. Nachdem sie das Geld bei den Brüdern abgegeben hat, will sie aufgrund der vielen Verwicklungen – und weil Janine bereits Verdacht geschöpft hat – schweren Herzens Monschau verlassen, doch Matthias geht ihr nach und überredet sie dazu, bei ihm zu bleiben.

## Dreharbeiten
Während 22 Drehtagen entstanden die Außenaufnahmen Anfang 2014 größtenteils in Monschau, die Innenaufnahmen in Berliner Studios. Als „Bahnhof Monschau“ diente der Bahnhof von Auw an der Kyll.

## Trivia
- Seit Stilllegung der Vennbahn 2001 hat Monschau keinen Bahnanschluss mehr.
- Der „Nordbahnhof“, an dem Katharina in den Zug einsteigt, ist aus den Berliner Bahnhöfen Potsdamer Platz und Spandau zusammengesetzt.
- Der Zug, in dem Katharina auf Matthias trifft, ist von innen und bei der Ankunft DB-Baureihe 628, von außen wird beim Einstieg und unterwegs ein elektrisch getriebener Doppelstockzug gezeigt.
- Monschau als touristische Attraktion hat zahlreiche Hotels, nicht nur eines.

## Kritiken
„Weihnachtsfilm, (Sozial-)Komödie, Krimi, Drama, sogar ein bisschen Thriller: ‚Weihnachten für Einsteiger‘ von Sven Bohse hat dem braven Titel zum Trotz eine Menge zu bieten; vor allem aber eine Liebesgeschichte, die sich eher subtil entfaltet, sowie mit Anna Fischer und Oliver Wnuk zwei wunderbare Hauptdarsteller. Genau genommen sind es drei, denn Monschau, die Perle der Eifel, liefert den Hintergrund für diese zutiefst romantische Komödie, in der sich ausgerechnet eine steckbrieflich gesuchte Trickbetrügerin als Weihnachtsengel entpuppt. Die Heldin eine Lügnerin und der Film der ehrlichste Weihnachtsfilm 2014!“

„Weihnachten ist ja eher besinnlich, aber danach sieht das in der ersten Viertelstunde dieses Films nicht gerade aus. Finstere Russen, wilde Verfolgungsjagden, neckische Spiele im Swimming-Pool und verlorene Geldkoffer – mit stiller Nacht hat das alles wenig zu tun. […]
Das ist alles wirklich sehr ansprechend in Szene gesetzt worden, mit einer Schauspielerriege, die man nur weiter empfehlen kann. Anna Fischer hat schon viele gute Rollen gespielt, und mit dieser Katharina könnte ihr endlich das ganz große Ding gelingen. Oliver Wnuk wird seit den Stromberg-Tagen gern als braver Schwiegersohn gebucht, und hier zeigt er endlich, dass man Nettigkeit durchaus mit Tiefgang und vielen Facetten ausfüllen kann. Letztlich ist natürlich alles ziemlich vorhersehbar, aber wer will schon kurz vor dem Ersten Advent mit einem quälenden Psychodrama belästigt werden.“